# Dmitri Sergejewitsch Sipjagin

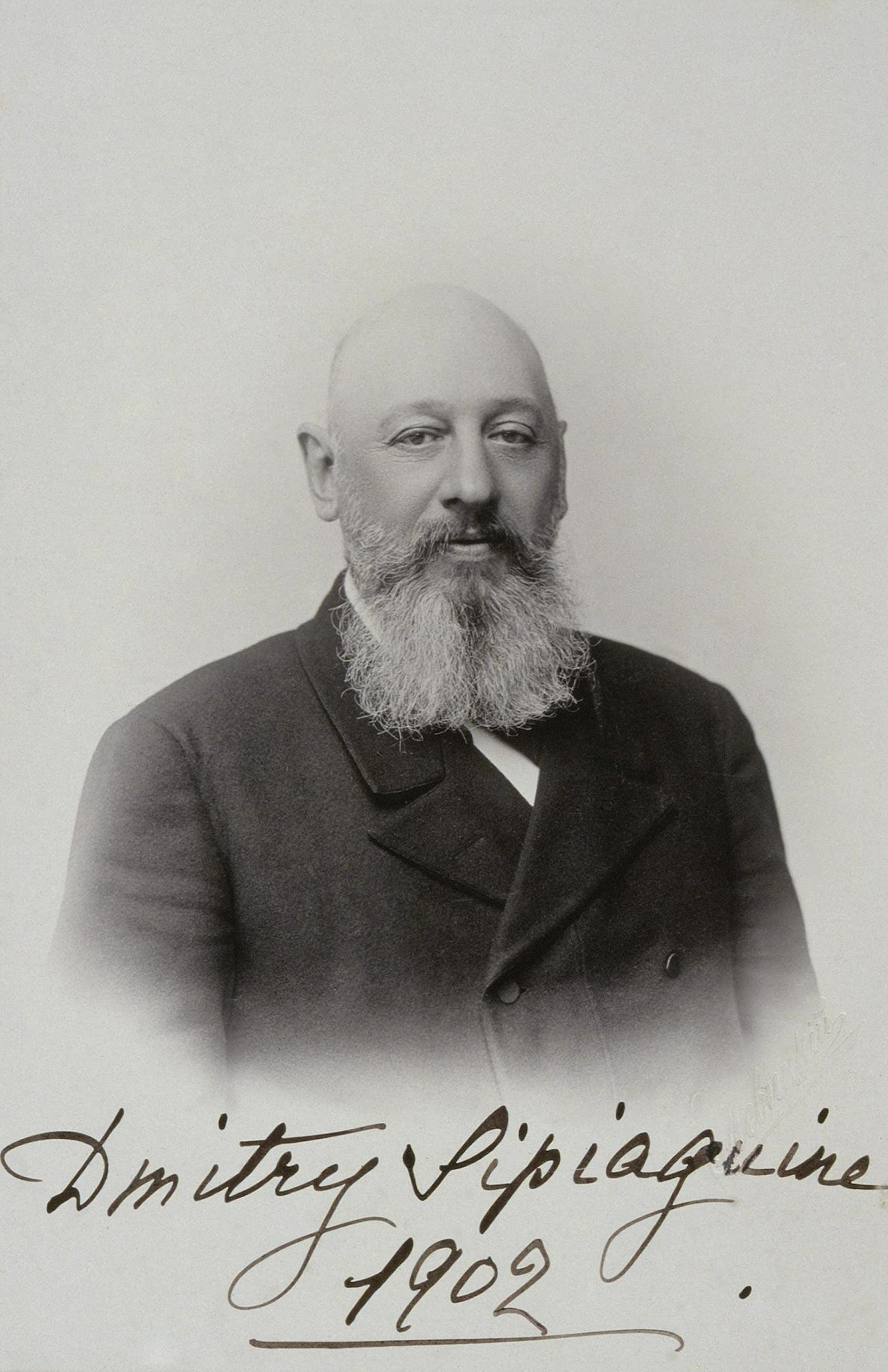
Dmitri Sipjagin 1902

Dmitri Sergejewitsch Sipjagin (russisch Дмитрий Сергеевич Сипягин; * 8. Märzjul. / 20. März 1853greg. in Kiew, Russisches Kaiserreich; † 2. Apriljul. / 15. April 1902greg. im Mariinski-Palast in Sankt Petersburg, Russisches Kaiserreich) war vom 20. Oktober 1899 bis zum 2. April 1902 Minister des Innern des Russischen Kaiserreiches und wurde Opfer eines Attentats der Sozialrevolutionäre.

## Leben
Dmitri Sipjagin kam in Kiew zur Welt. Er schloss 1876 ein Studium an der juristischen Fakultät der Universität Sankt Petersburg ab. 1881 wurde er Kreismarschall der Grafschaft Wolokolamsk und 1884 Adelsmarschall des Gouvernement Moskau. Am 6. März 1886 wurde Sipjagin Vizegouverneur des Gouvernement Charkow, vom 31. März 1888 bis zum 20. Dezember 1891 war er Gouverneur des Gouvernement Kurlands und vom 20. Dezember 1891 bis zum 31. Mai 1893 war er Gouverneur vom Gouvernement Moskau. 
1893 wurde er stellvertretender Minister für Staatseigentum, am 1. Januar 1894 übernahm er den Posten des stellvertretenden Ministers für Innere Angelegenheiten und am 20. Oktober 1899 wurde er schließlich, in Nachfolge von Iwan Goremykin, von Kaiser Nikolaus II. zum Minister für Innere Angelegenheiten ernannt und somit auch Mitglied des Staatsrats. Seine Stellvertreter wurden der ehemalige Polizeichef des Innenministeriums Pjotr Durnowo und der Gouverneur des Gouvernements Jekaterinoslaw Pjotr Swjatopolk-Mirski, die beide später ebenfalls Innenminister wurden. Anfang 1900 erhielt Dmitri Sipjagin den Orden des Heiligen Wladimir. Im Amt des Innenministers war er unter anderem für die gegen die Arbeiter, Bauern und die revolutionäre Studentenbewegung durchgeführten Strafmaßnahmen verantwortlich.

### Ermordung

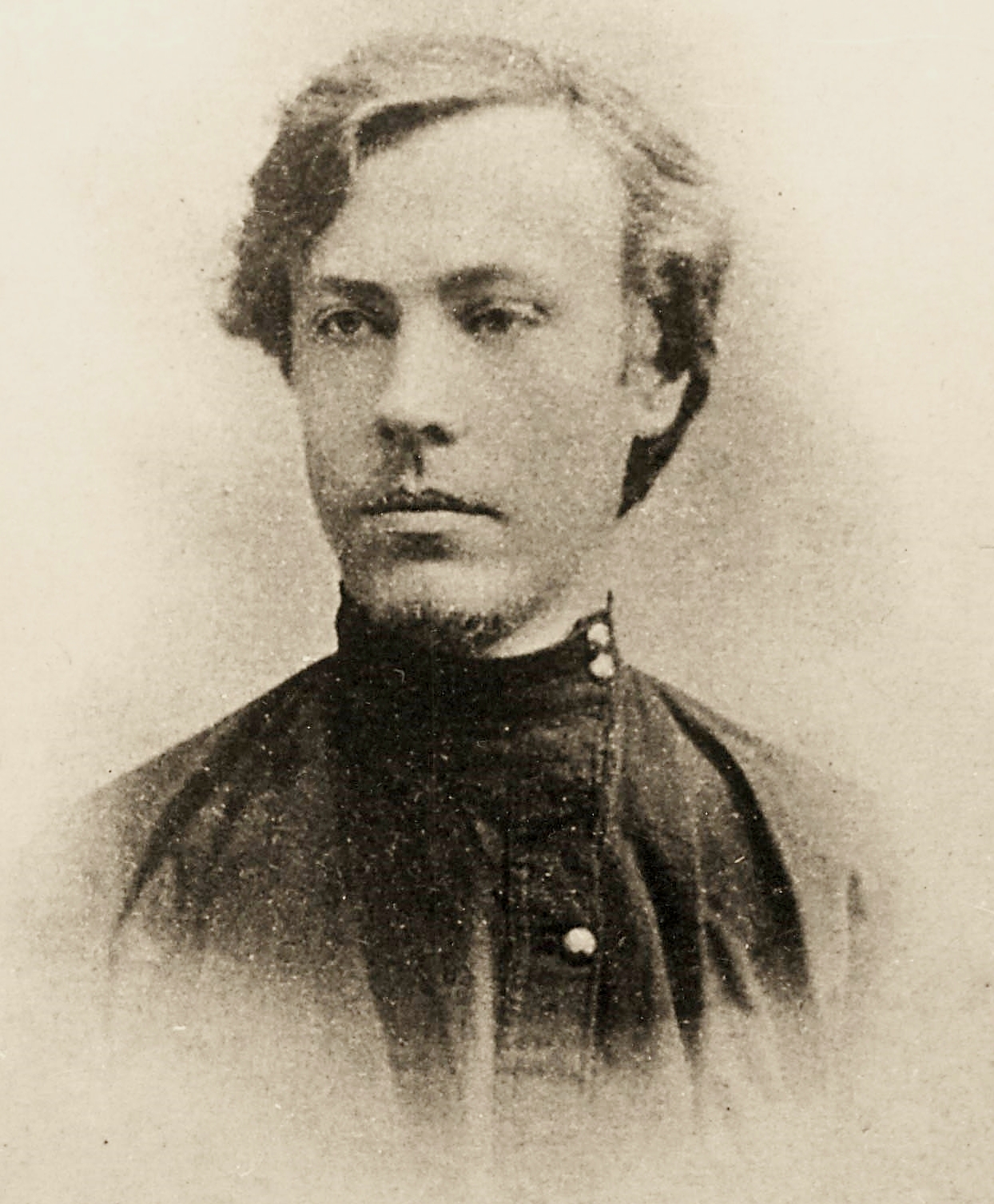
Der Attentäter Stepan Balmaschow

Am 15. April 1902 wurde Sipjagin in den Räumlichkeiten des Staatsrates im Sankt Petersburger Mariinski-Palast von dem sozialrevolutionären Kiewer Studenten Stepan Balmaschow (Степа́н Валериа́нович Балмашёв, 1881–1902) durch vier Schüsse ermordet. Man brachte ihn nach dem Attentat noch ins Maximillijanowskaja-Krankenhaus (Максимиллиановская лечебница), wo er jedoch nach einer Stunde verstarb. Sipjagin wurde auf dem Tichwiner Friedhof des Alexander-Newski-Klosters in Sankt Petersburg beerdigt.

### Motiv und Folgen des Attentats
Bei dem Mord an Sipjagin handelte es sich um das erste Attentat der von Grigori Gerschuni gegründeten Kampforganisation der Sozialrevolutionäre (Sozialrevolutionären Partei), dem weitere folgten. Das Motiv für den Mord steht, wie das bei dem Attentat auf den russischen Minister für Volksbildung Nikolai Bogolepow ein Jahr zuvor, im Zusammenhang mit dem harten Vorgehen der Regierung gegen die schweren Studentenunruhen in Russland. Der Attentäter wurde am 16. Mai 1902 in der Schlüsselburg gehängt. Für Sergei Witte, den damaligen russischen Finanzminister, war der Tod von Dmitri Sipjagin ein schwerer Rückschlag, da er in seinen Reformbestrebungen von Sipjagin, ganz im Gegensatz zu dessen Nachfolger Wjatscheslaw von Plehwe, unterstützt wurde.